# De maffe maniak
De maffe maniak is het honderdelfde stripverhaal uit de reeks van Suske en Wiske. Het is geschreven door Paul Geerts en gepubliceerd in TV Ekspres van 5 juni 1976 tot en met 18 juni 1977. De eerste albumuitgave in de Vierkleurenreeks was in november 1977, met nummer 166.

## Locaties
Moerenië met kasteel VHO DEVENDZ van graaf Drakuul.

## Personages
Suske, Wiske, tante Sidonia, Lambik, Jerom, Mr. Bigshot, militairen, zuster, douaniers, herderinnetje, Voddeventen, dorpelingen, de Zwarte Madam, Sus Antigoon

## Het verhaal
Jerom en Lambik zijn werkloos. Tante Sidonia solliciteert als secretaresse bij Mr. Bigshot en wordt aangenomen op diens kantoor. Mr. Bigshot lijkt te handelen in groente, fruit en bloemen. Hij blijkt echter ook een geheim codeboekje te hebben, dat hij in zijn brandkast opbergt. Er liggen lege drankflessen als tante Sidonia de volgende ochtend beneden komt. Ook op kantoor zijn drankflessen leeggedronken. Mr. Bigshot valt even uit tegen tante Sidonia.
Als Suske en Wiske op het kantoor komen, blijkt Mr. Bigshot verdwenen te zijn met zijn stoel. Tante Sidonia laat Lambik en Jerom komen en die zien op weg naar het kantoor Mr. Bigshot met zijn stoel voorbij vliegen. Jerom opent de brandkast en de vrienden nemen het boekje mee naar huis. Op de radio horen ze dat het leger een man in een vliegende stoel volgt en de vrienden gaan ernaartoe, maar de stoel verdwijnt net in de wolken. Thuisgekomen horen de vrienden van tante Sidonia dat Mr. Bigshot heimelijk in wapens en drugs handelt, ze heeft dit gelezen in zijn codeboekje.
Op een briefje staat VHO DEVENDZ in Moerenië en Suske en Wiske ontdekken dat Sus Antigoon bij tante Sidonia rondspookt. Sus Antigoon ontmoet Jerom voor de eerste keer en vertelt dat hij uit Fantasia teruggekomen is met een opdracht. Lambik belt met professor Barabas en hoort dat de gyronef buiten gebruik is. Daarom gaan de vrienden op een motor met zijspan op weg naar Moerenië, tante Sidonia wordt naar een rusthuis gebracht. De vrienden worden tegengehouden door het leger van Moerenië maar kunnen ontsnappen. Sus Antigoon steelt drank van de militairen en de vrienden krijgen hiervan de schuld. Jerom redt een geitje van een herderinnetje en de vrienden worden gewaarschuwd niet naar het kasteel van graaf Drakuul te gaan. Hij hakte de hoofden van zijn vijanden af en stak ze dan op stokken, Suske vindt een biet in de vorm van het hoofd van Lambik op een stok. Het herderinnetje vertelt dat de graaf leider van een roversbende was en toen hij in de val liep sprak hij een vloek uit voor hij stierf, de rovers zouden als Voddeventen rond het kasteel blijven rondspoken.
De vrienden rijden toch door richting het kasteel VHO DEVENDZ, maar krijgen in een dorp pech met de motor. Ze verbergen zich in een schuur, maar dan ziet Lambik een woedende menigte en komt even later Sus Antigoon tegen. Sus Antigoon blijkt opnieuw drank gestolen te hebben en verdwijnt opnieuw als Lambik tegen hem uitvalt. Sus Antigoon wil zijn drank terug en wordt door de woedende menigte ingesloten, de vrienden laten hem in de schuur. Maar dan wordt de schuur door de dorpelingen in brand gestoken, Jerom kan de vrienden net op tijd redden. De vrienden verstoppen de motor in een grot en kleden zich in lokale kledij. Wiske ziet een vreemde vogelverschrikker en Suske gelooft niet dat ze het ding zag bewegen. Wiske wordt geraakt door de vogelverschrikker en veranderd ook in één, ze valt Suske aan als die haar probeert te helpen.
Jerom vecht met de enorm sterke Wiske, maar gelukkig is het effect maar tijdelijk en wordt ze weer normaal. Dan wordt Lambik door een lappenbal geraakt en ook hij vecht een tijd met Jerom. Als de vrienden worden ingesloten kan Jerom met hen ontsnappen, maar even later wordt hijzelf geraakt en verandert in een Voddevent. Gelukkig is ook dit effect slechts tijdelijk en als iedereen slaapt kan Suske een paar buksen van de Voddeventen afpakken. Ze kunnen ontsnappen uit de grot en Mr. Bigshot wordt ontvangen door de Zwarte Madam in het kasteel. De Zwarte Madam legt uit dat ze een waardig opvolger zoekt nu ze is ontsnapt uit Fantasia. De tijd van de kwelgeesten is voorbij en de krachten van deze wezens worden overgedragen op machtswellustelingen die enkel de wereldheerschappij willen. De Zwarte Madam geeft haar handboek aan Mr. Bigshot, maar als hij het gelezen heeft weigert hij te gehoorzamen omdat er wereldoorlogen zullen uitbreken en de natuur verwoest zal worden.
De Zwarte Madam sluit Mr. Bigshot op, maar dan komt Sus Antigoon en vraagt haar terug te keren naar Fantasia. Hij vertelt dat hij haar eigenlijk wel leuk vindt en de Zwarte Madam stemt dan toe om terug te gaan naar Fantasia. Mr. Bigshot wordt vrijgelaten en Jerom brengt hem terug naar huis. De Zwarte Madam laat de Voddeventen kiezen of ze willen stoppen met de oorlog, maar dit willen ze niet. Door toverkunst kan de Zwarte Madam de Voddeventen tegenhouden en ze vliegt met Sus Antigoon naar Fantasia. Maar dan vallen de Voddeventen de vrienden aan en ze zien nu dat de wapens van de vrienden niet geladen zijn. Ze worden opgesloten in de kerker, maar kunnen door een list van Lambik ontsnappen. De Voddeventen willen het kasteel laten ontploffen, maar dit kan Lambik nog voorkomen. Dan verdwijnen de Voddeventen plotseling, want Sus Antigoon is met de Zwarte Madam Fantasia binnengevlogen en daardoor is de betovering verbroken. De vrienden nemen een bloemetje mee en halen tante Sidonia op uit het rusthuis. Mr. Bigshot zit in een inrichting en krijgt een ontwenningskuur, hij speelt met blokken in de zandbak.

## Trivia
- Lambik leest in het verhaal een album van De Rode Ridder, een andere stripreeks van Willy Vandersteen.